# Fyvie Castle
Fyvie Castle ist eine Burg in der Gemeinde Fyvie in der Nähe von Turriff, Aberdeenshire in Schottland. Sie gehörte zu einer ganzen Kette königlicher Anlagen, die zur Sicherung der Grenzen der mittelalterlichen Monarchien in Schottland errichtet worden sind. Das Land war königlicher Jagdbesitz, die Bezeichnung fyvie stammt aus dem Gälischen und bedeutet „Hirschhügel“. Über die Jahrhunderte haben dann wechselnde Besitzer die Burg immer wieder erweitert, so dass heute fünf aneinander gebaute Wohntürme zusammen mit den Nebengebäuden den Anschein einer Palastanlage erwecken.

## Geschichte
Strategisch günstig in einer Schleife des Flusses Ythan gelegen und damit nur von Süden her direkt angreifbar, stammten die frühesten Befestigungen aus Holz und Erdwällen vom Ende des 12. Jahrhunderts. Belegt ist ein Besuch von König Wilhelm dem Löwen in Fyvie Castle im Jahr 1211 (oder 1214). König Alexander II. unterzeichnete am 22. Februar 1222 eine Urkunde in der Burg; während der englische König Eduard I. bei seinem Feldzug gegen John Balliol am 21. Juli 1296 auf „Fyvin Chastel“ wohl weniger willkommen war.
Die Burg blieb bis 1370 in königlichem Besitz. Dann wurde sie von König Robert II. in das private Eigentum seines ältesten Sohnes John (später Robert III.) übergeben. Dieser wiederum übereignete sie zuerst an seinen Cousin James Lindsay, als König dann aber im Jahr 1391 als Teil eines Geschäftes an James’ Schwager Henry Preston. Die Familie Preston bezog Fyvie Castle erst 1402, aber bereits 1433 ging die Anlage durch Heirat an die Familie Meldrum über. An einen Gefolgsmann übergeben, wurde die Burg so hoch verschuldet, dass sie im Jahr 1596 an Alexander Seton, später „Chancellor of Scotland“, verkauft wurde.
1694 starb James, 4. Earl of Dunfermline, Enkel und Erbe von Alexander Seton, nach den schottischen Jakobitenaufständen in seinem Pariser Exil; die Burg war zu diesem Zeitpunkt bereits beschlagnahmt und wieder im Besitz der Krone. 1733 wurde sie dann an William Gordon of Haddoo, 2. Earl of Aberdeen, verkauft. Im Besitz der Familie Gordon blieb Fyvie Castle bis 1885, als Maurice Duff-Gordon sie aus finanziellen Gründen zum Verkauf anbot.
Im Jahr 1889 wurde mit Alexander Leith, späterer Lord Leith of Fyvie, ein Käufer gefunden. Fyvie Castle wechselte für 175.000 £ den Besitzer. Die Familie bewohnte die Anlage bis 1984, dann verkaufte Andrew Forbes-Leith die Burg an den National Trust for Scotland, der sie der Öffentlichkeit zugänglich machte. 2019 wurde Fyvie Castle von rund 66.000 Personen besucht. 2024 betrug die Besucherzahl etwa 80.000 Personen.
1987 wurden die Außenanlagen in das Inventory of Gardens and Designed Landscapes in Scotland aufgenommen.

## Beschreibung
Traditionell werden die fünf Wohntürme den fünf Besitzerfamilien zugeschrieben, auch wenn dies durch genauere Untersuchungen nicht bestätigt werden konnte: Der „Preston Tower“ steht im Osten der Anlage, der „Seton Tower“ bildet die imposante Mitte der Südfront, während der „Meldrum Tower“ den westlichen Abschluss bildet. Der „Gordon Tower“ steht im Norden, während der „Leith Tower“, eher ein ganzer Flügel denn ein einzelner Wohnturm, im Nordwesten zu finden ist.   
Die Erbauer der drei Türme, die die Südfront bilden, sind nicht bekannt. Belegt ist, dass sie bereits vor 1600 existierten, da Alexander Seton zwischen 1601 und 1620 die beiden Ecktürme, den mittleren Turm sowie die dazwischen liegende Ringmauer zu der heute sichtbaren Front umbauen ließ. Die Gebäude zwischen den Türmen wurden in dieser Zeit ebenso errichtet wie die Aufbauten („der vierte Stock“) auf den drei Türmen. Der „Gordon Tower“ wurde um 1790 von William Gordon angebaut, von ihm stammen auch der künstlich angelegte See sowie die Parklandschaft. Die letzten Anbauten, der „Leith Tower“ und das nahebei liegende Sporthaus (mit Glasdach, Squashhalle und Bowlingbahn) wurden zwischen 1890 und 1901 von Alexander Leith beauftragt und von John Bryce ausgeführt. Sie zeigen anschaulich den Bedarf an Wohnraum und Bequemlichkeit eines Industriemagnaten zu Beginn des 19. Jahrhunderts.
Fyvie Castle wird heute als Museum genutzt. Zu besichtigen sind insgesamt 18 Räume auf mehreren Stockwerken, der Zugang zu den einzelnen Etagen erfolgt über die „Great Stair“, einer imposanten Wendeltreppe mit über sechs Metern Durchmesser. Besonders sehenswert sind das Speisezimmer mit einer Ausstattung von 1790, die Bibliothek aus dem Jahr 1900, auch mit Büchern vorheriger Besitzer der Burg, sowie die Galerie mit einer selbst spielenden Orgel, Brüsseler Wandteppichen des 17. Jahrhunderts und einem Kamin aus Marmor von 1521.